# Teatro dei Servi
Il Teatro dei Servi è uno dei teatri della città di Massa.
Più raccolto nelle dimensioni rispetto al Teatro Guglielmi, ospita rappresentazioni teatrali nell'ambito della rassegna Contemporaneamente a Massa.

## Storia
L’edificio teatrale affonda le sue origini nella trasformazione, avvenuta nel 1830 su progetto dell’ingegnere Giuseppe Marchelli, dell’ex Convento dei Servi di Maria (risalente al 1717) in collegio gestito dai Barnabiti. L’impianto architettonico del collegio, ispirato allo stile gesuitico, si articolava in più corpi di fabbrica disposti intorno a due cortili destinati alle attività educative, includendo al loro interno anche una sala per spettacoli.
Questa sala, di pianta rettangolare, è caratterizzata da una copertura con capriate in legno rinforzate da catene metalliche e da pareti aperte verso l’esterno tramite due ampi finestroni. Sul lato destro, due uscite conducono direttamente al cortile interno.
Tra il 2002 e il 2003 l’edificio è stato sottoposto a un intervento di restauro, diretto dall’architetto Luca Moressa, che ha riguardato il recupero delle coperture, il ripristino delle volte in laterizio, la tinteggiatura a calce e l’installazione di vetrate con struttura in ferro.